# Académie de musique de Lettonie
L'Académie de musique Jāzeps Vītols (en letton : Jāzepa Vītola Latvijas Mūzikas akadēmija) est un établissement public d'enseignement supérieur de musique, d'art dramatique et de chorégraphie inauguré le 11 janvier 1919. Le bâtiment, construit d'après le projet de Jānis Frīdrihs Baumanis, est situé au no 1 rue Krišjānis Barons à Riga en Lettonie. L'académie porte le nom de l'un de ses fondateurs, compositeur et pédagogue Jāzeps Vītols.

## Élèves célèbres de l'Académie
- Iveta Apkalna, organiste lettone.
- Elīna Garanča, artiste lyrique lettone.
- Inese Galante, cantatrice soprano lettone.
- Jānis Ivanovs, compositeur letton.
- Arvīds Jansons, chef d'orchestre letton.
- Oleg Kagan, violoniste russe.
- Gidon Kremer, violoniste et chef d'orchestre letton.
- Linda Leimane, compositrice lettone.
- Kristine Opolais, actrice, réalisatrice et chanteuse lyrique lettone.
- Raimonds Pauls, compositeur letton.
- Uldis Pūcītis, acteur letton.
- Ēriks Ešenvalds, compositeur de musique classique letton.

## Site officiel
- Site officiel
- Ressource relative à la recherche :   - U-Multirank
- Ressource relative à la musique :   - MusicBrainz
- Notices d'autorité :   - VIAF
  - ISNI
  - LCCN
  - GND
  - Tchéquie
  - Lettonie
  - WorldCat